# Claude Bourgelat

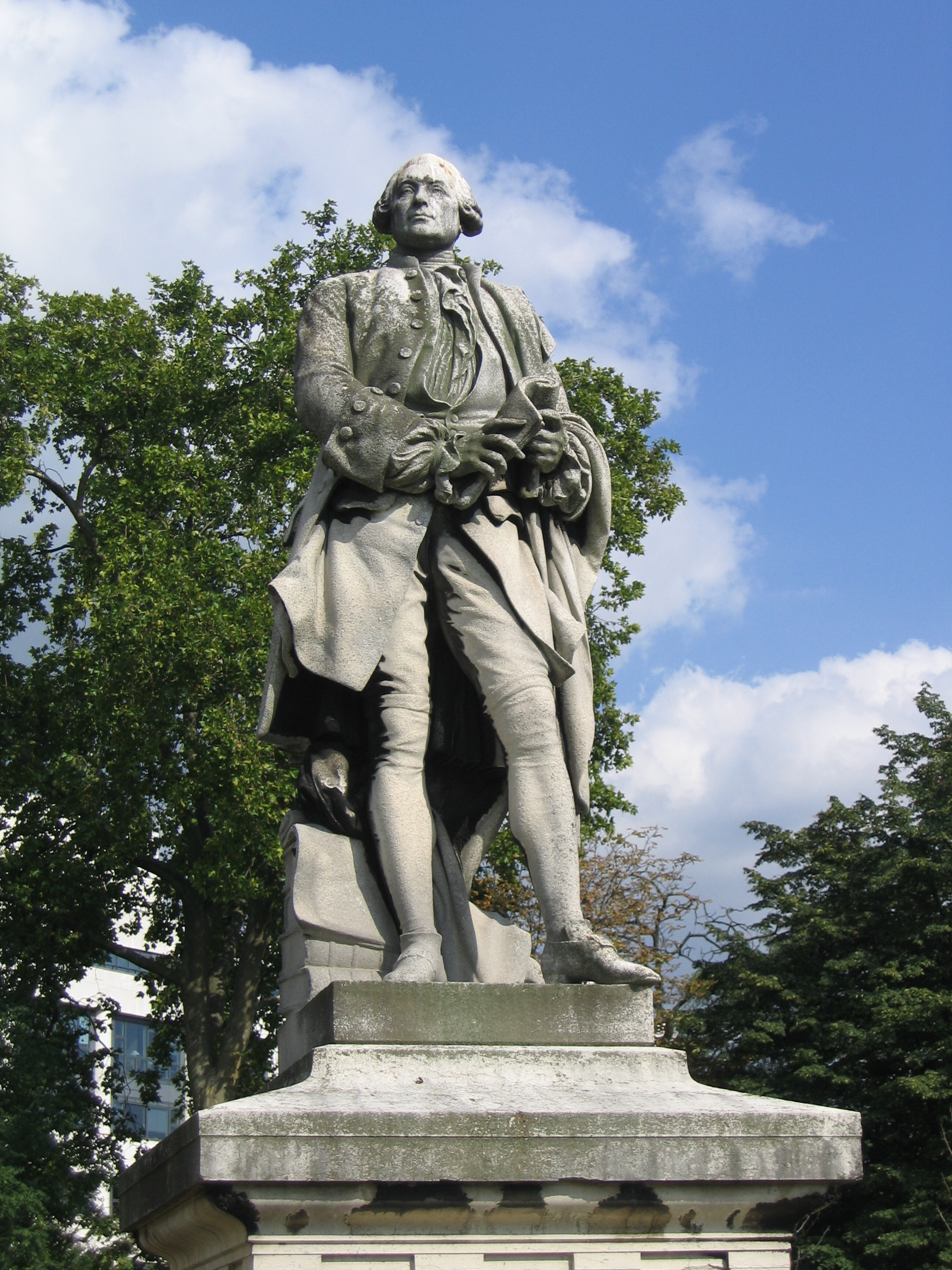
Staty av Bourgelat i Maisons-Alfort

Claude Bourgelat, född 27 mars 1712 i Lyon, död 3 januari 1779, var en fransk veterinär.
Bourgelat praktiserade en tid som advokat, men drog sig snart på grund av samvetsbetänkligheter tillbaka från denna ställning och ingick i musketörernas kår samt blev chef för ridskolan i Lyon. I denna stad fann han även tillfälle att studera medicin, och denna lade han till grund för sina studier av hästen i friskt och sjukt tillstånd.
På hans initiativ upprättades i Lyon Europas första djurläkarskola (1762), som snart besöktes av studerande från hela Europa, bland andra Peter Hernqvist från Sverige och Peter Christian Abildgaard från Danmark, båda grundläggare av veterinärskolor i sina hemländer (Skara veterinärinrättning 1775 respektive Köpenhamns kungliga veterinärskola 1773). Bourgelat fick den inbringande posten som generalkommissarie över stuterierna och blev 1766 direktör för den nya veterinärskolan i Alfort, samtidigt med att han behöll överuppsikten över Lyonskolan. Han blev även ledamot av institutet.
Bourgelat författade åtskilliga läroböcker i sin vetenskap, som översatts till flera språk. Däribland kan nämnas Traité de la conformation extérieure du cheval, de sa beauté et de ses défauts (1776; 8:e upplagan 1832). I Maisons-Alfort finns en staty av Bourgelat.